# 2-ヒドロキシビフェニル-3-モノオキシゲナーゼ
2-ヒドロキシビフェニル-3-モノオキシゲナーゼ（2-hydroxybiphenyl 3-monooxygenase）は、次の化学反応を触媒する酸化還元酵素である。
2-ヒドロキシビフェニル + NADH + H+ + O2 {\displaystyle \rightleftharpoons } 2,3-ジヒドロキシヒドロキシビフェニル + NAD+ + H2O
この酵素の基質は2-ヒドロキシビフェニル、NADH、H+とO2で、生成物は2,3-ジヒドロキシヒドロキシビフェニル、NAD+とH2Oである。
組織名は2-hydroxybiphenyl,NADH:oxygen oxidoreductase (3-hydroxylating)である。